# Křtěnov
Křtěnov är en ort i Tjeckien.   Den ligger i regionen Södra Mähren, i den östra delen av landet, 160 km öster om huvudstaden Prag. Křtěnov ligger 527 meter över havet och antalet invånare är 211.
Terrängen runt Křtěnov är huvudsakligen kuperad, men den allra närmaste omgivningen är platt.Runt Křtěnov är det ganska glesbefolkat, med 31 invånare per kvadratkilometer. Närmaste större samhälle är Boskovice, 18,5 km öster om Křtěnov. I omgivningarna runt Křtěnov växer i huvudsak blandskog.